# Універсальний журнал
«Універса́льний журна́л» («УЖ») — ілюстрований місячник, виходив з листопада 1928 до серпня 1929 в Харкові; головний редактор Юрій Смолич.
Крім белетристики й публіцистики, «УЖ» багато уваги присвячував питанням мистецтва й театру, а також оглядам культурного життя у світі.
В «УЖ» співпрацювали письменники Остап Вишня, Олекса Влизько, Володимир Ґжицький, Олесь Досвітній, Майк Йогансен, Михайль Семенко, Олекса Слісаренко, Юрій Яновський та ін.; митці Василь Кричевський, Іван Падалка, Анатоль Петрицький. Розрахований на широкого читача, «УЖ» являв собою зразок кваліфікованої української журналістики.
Одним із ілюстраторів журналу був Бондарович Анатолій Мартинович.